# Nande (Lage)
Nande (también llamada San Simón de Nande) es una parroquia del municipio de Lage, en la provincia de La Coruña, Galicia, España.

## Entidades de población
Entidades de población que forman parte de la parroquia:
- A Viqueira (A Biqueira)
- Aplazadoiro (O Aprazaduiro)
- Gundar
- Matío
- Reboredo
- Rens

## Demografía
| Gráfica de evolución demográfica de Nande entre 2000 y 2018 |
|                                                             |
| Población de derecho según el padrón municipal del INE      |